# The Night Shift (3.ª temporada)
A terceira temporada da série dramática médica The Night Shift foi encomendada pela NBC em 8 de maio de 2015, estreou em 1 de junho de 2016 e foi concluída em 31 de agosto de 2016, contando com 13 episódios. A temporada foi produzida pela Sachs/Judah Productions e pela Sony Pictures Television com os criadores da série Gabe Sachs e Jeff Judah atuando como produtores executivos. A temporada foi ao ar na temporada de transmissão de 2015-16, especificamente no verão de 2016, às noites de quarta-feira às 22h00, horário do leste dos EUA.
Esta temporada é a primeira a não apresentar Jeananne Goossen como Dra. Krista Bell-Hart e Freddy Rodríguez como Dr. Michael Ragosa no elenco principal desde a primeira temporada bem como também é a primeira a apresentar Scott Wolf como Dr. Scott Clemmens e Tanaya Beatty como Dra. Shannon Rivera no elenco principal. Wolf se junta ao elenco principal depois de participações recorrentes nas duas temporadas anteriores. É também a última temporada a apresentar Ken Leung como Dr. Topher Zia depois que ele anunciou em novembro de 2016 que não retornaria para a quarta temporada.
A terceira temporada estrela Eoin Macken como Dr. TC Callahan, Jill Flint como Dra. Jordan Alexander, Ken Leung como Dr. Topher Zia, Brendan Fehr como Dr. Drew Alister, Robert Bailey Jr. como Dr. Paul Cummings, J.R. Lemon como Enfermeiro Kenny Fournette, Scott Wolf como Dr. Scott Clemmens e Tanaya Beatty como Dra. Shannon Rivera.
A temporada estreou com 4.81 milhões de telespectadores com uma classificação de 1.1/4 no grupo demográfico de 18 a 49 anos e foi finalizada com 5.43 milhões de telespectadores com uma classificação de 1.0/4 no mesmo grupo, com uma média de 4.99 milhões de telespectadores.

## Enredo
A série segue o turno da noite no San Antonio Medical Center, onde três dos cirurgiões têm uma conexão com o exército dos EUA. Dr. Thomas Charles "TC" Callahan (Eoin Macken), um ex-médico do exército que frequentemente bate de frente com sua ex-namorada, Dra. Jordan Alexander (Jill Flint) e o administrador do hospital, Dr. Topher Zia (Ken Leung), também um ex-médico do exército. Enquanto isso, a Dr. Alexander contrata uma nova estagiária, a Dra. Shannon Rivera (Tanaya Beatty), enquanto o Dr. Drew Alister (Brendan Fehr) retorna aos Estados Unidos após um incidente no exterior. Outros médicos que estão no turno incluem o cirurgião Dr. Paul Cummings (Robert Bailey Jr.), que luta para sair da sombra de seu pai enquanto desenvolve possíveis sentimentos românticos pela Dra. Rivera, e o Dr. Scott Clemmens do departamento de cirurgia.

## Elenco e personagens
| - Eoin Macken como Dr. TC Callahan - Jill Flint como Dra. Jordan Alexander - Ken Leung como Dr. Topher Zia - Brendan Fehr como Dr. Drew Alister - Robert Bailey Jr. como Dr. Paul Cummings - J.R. Lemon como Enfermeiro Kenny Fournette - Scott Wolf como Dr. Scott Clemmens - Tanaya Beatty como Dra. Shannon Rivera | - Esodie Geiger como Enfermeira Molly Ramos - Alma Sisnero como Enfermeira Diaz - Catharine Pilafas como Enfermeira Bardocz - Luke MacFarlane como Rick Lincoln - Merle Dandridge como Gwen Gaskin - Jennifer Beals como Dra. Syd Jennings - Sarah Jane Morris como Annie Callahan - AnnaLynne McCord como Jessica Sanders - Michael Cassidy como Sam - Kyla Kenedy como Brianna - Briana Marin como Nina Alvarez - Mac Brandt como Mac Reily | - Lindsey Morgan como Kryztal - Elizabeth Sung como Sumei Zia - Lance Henriksen como Clive - China Anne McClain como Lauren - Carla Gallo como Hannah |

## Episódios
| N.º na série | N.º na temp. | Título                            | Dirigido por      | Escrito por                   | Exibição original    | Audiência (milhões) |
| --- | ------------ | --------------------------------- | ----------------- | ----------------------------- | -------------------- | ------------------- |
| 23 | 1            | "The Times They Are A-Changin'"   | Timothy Busfield  | Gabe Sachs & Jeff Judah       | 1 de junho de 2016   | 4.81                |
| Após a perda de seu bebê, Jordan e TC se separaram, mas ainda estão trabalhando juntos. Jordan recruta uma de suas colegas, Shannon Rivera, para trabalhar no turno da noite, e Shannon causa uma primeira impressão incomum com a equipe. Enquanto isso, Drew é enviado ao exterior para o Afeganistão junto com a colega Syd Jennings, onde são forçados a cuidar de uma paciente de 15 anos que está grávida e cujo marido é um membro de alto escalão do exército afegão. Em outro lugar, TC, Topher e Scott cuidam de uma mulher vítima de acidente de carro, apenas para perceber quando o marido da mulher chega que eles deixaram seu filho para trás no local. Além disso, Gwen atualiza Kenny sobre suas inscrições para a faculdade de direito e, mais tarde, descobre que o mais perto que chegou da aceitação foi ser colocada em uma lista de espera em Georgetown. |              |                                   |                   |                               |                      |                     |
| 24 | 2            | "The Thing with Feathers"         | Timothy Busfield  | Tom Garrigus                  | 8 de junho de 2016   | 4.18                |
| Após uma briga entre Drew e o líder afegão, o líder é acidentalmente baleado no ombro por Drew, colocando-o em uma situação difícil. Apesar do problema, Drew e Syd conseguem ajudar a jovem mãe, seu bebê e seu irmão a se afastarem do líder. As consequências disso fazem com que Drew seja mandado para casa mais cedo, enquanto Syd, que ansiava pelo 13º aniversário de sua filha em duas semanas, teve que ficar em missão por mais três meses, devido à falta de pessoal trabalhando lá. TC e Scott lidam com a vítima do acidente de carro do episódio anterior enquanto tentam simultaneamente salvar seu filho. Posteriormente, eles determinam que o menino precisa de uma transfusão de medula óssea, mas ele é adotado e os pais afirmam que não conhecem a mãe biológica, o que parece suspeito para TC. Suas suspeitas logo se confirmam, já que o menino foi na verdade sequestrado pelo casal. Desesperados para ter um filho, eles o roubaram de seus pais biológicos em um shopping. Em outro lugar, Shannon ajuda Jordan a deixar TC, Topher tenta renovar seu compromisso para entrar em forma novamente e Gwen descobre que saiu da lista de espera em Georgetown quando outro candidato desistiu. Para consternação de Kenny, ela precisa ir embora na manhã seguinte. |              |                                   |                   |                               |                      |                     |
| 25 | 3            | "The Way Back"                    | Tara Nicole Weyr  | Janet Lin                     | 15 de junho de 2016  | 4.47                |
| Drew retorna do Afeganistão e lida com as consequências. Enquanto isso, Jordan e a equipe lidam com um casal recém-casado cujo casamento é arruinado pelo pai alcoólatra da noiva. Drew trata o pai, um veterano da Guerra do Iraque que serviu em várias viagens, e tenta fazer com que a filha, Kryztal, entenda a raiz dos problemas de seu pai. Topher e TC convidam a mãe arrogante de Topher, Sumei, para um cassino. Depois de tratar um homem idoso chamado Clive, que desmaia jogando dados, Topher tenta entender por que sua mãe o critica tanto. Enquanto isso, Paul apresenta um diagnóstico para Kryztal que o ajuda a finalmente ganhar o respeito de seus subordinados e de seus colegas médicos. |              |                                   |                   |                               |                      |                     |
| 26 | 4            | "Three-Two-One"                   | Oz Scott          | Zachary Lutsky                | 22 de junho de 2016  | 4.30                |
| Em meio a protestos contra um processo judicial envolvendo um policial branco que atirou em um afro-americano, tumultos irromperam fazendo com que TC e Paul fossem ao local para tratar os feridos. Eles chegam para encontrar um oficial e um suposto criminoso afro-americano chamado Shawn, ambos baleados e em estado crítico. Eles só podem colocar um no primeiro helicóptero, e TC faz uma ligação para enviar o oficial, irritando Paul, que precisa tentar manter Shawn vivo no local. No hospital, Jordan trata o policial Benedict, o policial no centro do caso. Kenny já se decidiu sobre a culpa de Benedict, enquanto Jordan ouve o homem quando ele diz que só atirou porque sua própria vida foi ameaçada. Shannon e Drew lidam com as pessoas contaminadas (depois que os policiais são forçados a usar gás lacrimogêneo); depois que Drew vai embora, Shannon fica com um filho de 10 anos separado de sua mãe. Jordan também encontra um tumor em Benedict que ela precisa tratar imediatamente para salvar a vida dele. Drew e TC tratam do oficial trazido da cena do motim, mas não podem salvá-lo. A bala que TC remove do corpo do homem, no entanto, mostra que o tiro fatal veio da arma da parceira do homem, não da arma de Shawn. Logo depois, Benedict está sendo escoltado para fora do hospital quando um manifestante na rua atira em sua cabeça, matando-o. |              |                                   |                   |                               |                      |                     |
| 27 | 5            | "Get Busy Livin'"                 | Dailyn Rodriguez  | Gabe Fonseca                  | 29 de junho de 2016  | 4.46                |
| Enquanto TC e Paul tratam de uma pessoa ferida em uma festa da faculdade, um jovem misto cai de uma varanda do quarto andar no chão. Gravemente ferida, a jovem diz a sua colega de quarto enquanto está sendo levada para a cirurgia que está tentando se matar. Scott descobre que o hospital está na pequena lista para receber tecnologia de válvula cardíaca de ponta, mas a representante farmacêutica Jessica Sanders detém a chave para sua vitória no programa. TC com raiva confronta Sanders quando ele descobre que um medicamento para acne que sua empresa fabrica, e que a estudante estava tomando, tem "pensamentos suicidas" como um de seus efeitos colaterais. Os dois mais tarde se reconciliam, com Jessica admitindo que o hospital iria receber o programa de válvula cardíaca de qualquer maneira, e ela estava tentando usar a situação para fazer uma grande venda. Em outro lugar, Annie e Scott se unem sobre seus problemas com o abuso de substâncias, enquanto Jordan decide finalmente passar a noite com Sam. |              |                                   |                   |                               |                      |                     |
| 28 | 6            | "Hot in the City"                 | Darnell Martin    | Nicole Rubio                  | 29 de junho de 2016  | 4.46                |
| A abertura revela TC dormindo com Jessica, Jordan acordando com Sam, Kenny dormindo com a enfermeira Jocelyn e Scott e Annie se beijando em um carro. No hospital, o ar condicionado quebra em um dos dias mais quentes do ano. Shannon e Jordan participam de um evento de luta livre local, mas acabam trazendo os clientes de volta ao hospital após o início de uma briga. Um jovem que fez amizade com Jordan no evento está ferido, mas seu tratamento revela algo pior. A garota do anel tem uma lesão na coluna que pode causar paralisia, mas Drew realiza uma cirurgia bem-sucedida usando uma técnica que aprendeu no campo de batalha. TC trata um corredor competitivo que desmaiou com o calor. Seus exames revelam uma possível meningite, mas descobriram que ela tem uma condição totalmente diferente. Jordan mais tarde confronta Scott, dizendo que não é uma boa ideia para ele namorar Annie, enquanto a própria Jordan decide terminar com Sam quando ele começa a ficar muito sério. |              |                                   |                   |                               |                      |                     |
| 29 | 7            | "By Dawn's Early Light"           | Louis Shaw Milito | Brian Anthony                 | 6 de julho de 2016   | 5.74                |
| Syd retorna aos Estados Unidos e está participando de um concerto ao ar livre com Drew e sua filha Riley. Lá, fogos de artifício explodem mais cedo, causando o caos. Uma mãe e sua filha Darika estão gravemente queimadas. TC e Topher chegam ao local, e Topher autoriza Syd a ajudar no tratamento da mãe e da filha no hospital. Logo depois, Topher se aproxima de um caminhão em chamas que contém fogos de artifício e ele explode. Topher está gravemente ferido, mas recusa testes e insiste em continuar tratando os feridos, apesar das objeções de TC e Jordan. Mais tarde, é descoberto que Topher sofreu uma concussão. No hospital, Scott e Syd tratam das queimaduras da mãe. Impressionado com as técnicas de Syd, Scott lhe oferece um emprego e Syd diz que vai pensar a respeito. Paul e Shannon tratam um artista de rua com uma doença misteriosa e, ao fazê-lo, os dois médicos finalmente encontram um terreno comum. Scott explica sua atração por Annie em uma conversa com Jordan, pedindo que Jordan fique fora disso. Kenny e a enfermeira Jocelyn consideram ter um encontro de verdade em vez de apenas dormirem juntos. Syd descobre que seu ex-marido está se mudando para Washington, D.C. com sua nova esposa e, para evitar uma batalha pela custódia e ficar perto de Riley, Syd decide que ela também vai se mudar para D.C. |              |                                   |                   |                               |                      |                     |
| 30 | 8            | "All In"                          | Tara Nicole Weyr  | Milla Bell-Hart               | 13 de julho de 2016  | 6.28                |
| Drew e Shannon resgatam uma mulher e sua filha adotiva, Brianna, de um acidente de carro. Quando ela é levada para a cirurgia, a mulher revela que quer adotar Brianna. Enquanto Drew tenta acalmar a assustada Brianna, a equipe não consegue salvar a mãe. A pedido de Shannon, Paul finge que a mãe está "morrendo", mas ainda está viva, para que Brianna possa se despedir. Shannon revela a Nina, a assistente social designada para o caso de Brianna, que ela mesma era uma filha adotiva. Topher e TC tratam a mãe de Topher, Sumei, quando ela chega com uma doença potencialmente fatal. Coincidentemente, Clive, o homem que desmaiou no cassino, também está de volta ao hospital. TC descobre que o adesivo nitro de Clive está faltando e, seguindo um palpite, ele o descobre preso nas costas de Sumei, revelando que ela e Clive estavam envolvidos em atividades sexuais. Jordan e Scott tratam Dylan, que está tendo uma rara reação a uma pedra nos rins. Scott quer quebrar a pedra com um dispositivo de ultra-som, mas o software não funciona bem. Jordan percebe que a máquina é feita pela empresa de Jessica Sanders, fazendo com que ela tenha que ligar para a namorada de TC para consertar o problema e salvar Dylan. Enquanto isso, ao longo da noite, todos continuam parabenizando Kenny, mas ele não sabe por quê. Jocelyn finalmente revela que Kenny foi eleito chefe do sindicato das enfermeiras do hospital, um trabalho que ele não quer. Quando o turno termina, Nina convida Kenny para "tomar um café algum dia" e entrega a ele um cartão à vista de Jocelyn. Kenny não aceita, mas também não recusa. No estacionamento, Shannon agradece a Paul por ajudar com a situação de Brianna, depois o beija com força e os dois caem no banco de trás de um carro.                                                                   |              |                                   |                   |                               |                      |                     |
| 31 | 9            | "Unexpected"                      | Marisol Adler     | Janet Lin                     | 27 de julho de 2016  | 5.32                |
| Uma paciente é levada para o pronto-socorro enquanto reclama de ter deixado sua mochila para trás. TC a acolhe. Ela volta momentos depois para procurar sua mochila, que um enfermeiro auxiliar não percebe que está bem sob seus pés, então ele vai atrás dela. Lauren, a jovem amiga de futebol de Kenny, no pronto-socorro por uma possível pneumonia, está prestes a sair do hospital quando uma bomba explode bem na porta da frente. Ela é gravemente ferida pela explosão. Enquanto a equipe da SWAT limpa o perímetro, a paciente de TC está localizada no estacionamento, sentada em uma caminhonete. Ela leva um tiro ao sair após um movimento rápido e é auxiliada por TC, que pergunta por que ela trouxe a bomba, e ela responde com "você merece". Shannon confessa a Jordan que ela dormiu com Paul e agora as coisas estão estranhas entre eles, mas eles se veem encarregados de remover o vidro do paciente de Jordan e descobrem que o homem está com antraz. Percebendo que o antraz estava na bomba, o hospital foi fechado, descontaminado e todo mundo foi tratado com antibióticos. Durante o tratamento de Lauren, Kenny e Scott descobrem que ela tem câncer de pulmão, que não teria sido descoberto se ela não tivesse sido ferida. Jordan e TC removem as balas da paciente que trouxe a bomba, e Jordan lembra que ela era uma ex-paciente. Enquanto as duas conversam, a mulher diz que Jordan salvou sua vida depois que seu marido e filho foram mortos por um motorista bêbado. Alegando que Jordan deveria apenas tê-la deixado morrer, ela puxa o tubo torácico, se matando. Drew continua a ajudar Brianna, sua jovem paciente com fibrose cística, apenas para descobrir que ela precisa de um transplante de pulmão. |              |                                   |                   |                               |                      |                     |
| 32 | 10           | "Between a Rock and a Hard Place" | Jeff Judah        | Tom Garrigus & Zachary Lutsky | 3 de agosto de 2016  | 5.00                |
| TC e Paul chegam ao local de um acidente de pedreira, onde declaram que um dos trabalhadores, um homem de 17 anos, tem morte cerebral. Outro adolescente pede ajuda a TC para seu amigo, que está caindo em um buraco. TC o salva, usando métodos não convencionais para tirar a pedra da garganta do garoto. Paul envia uma amostra de sangue ao hospital para ver se o homem falecido pode dar seus pulmões a Brianna. Drew diz a Brianna que ele e Rick querem adotá-la, e ela fica emocionada. Enquanto isso, Scott e Jordan precisam fazer diálise para Malik, que Scott paralisou em um acidente de carro na temporada passada, mas o pai de Malik se recusa a deixar Scott trabalhar no menino. O pai tem uma parada cardíaca e os dois precisam operá-lo imediatamente. Drew faz testes de sangue e descobre que cinco dos seis requisitos correspondem, no entanto, Paul informa que a mãe da vítima recusou o transplante. Mais tarde, Paul consegue que a mãe aceite; no entanto, como Brianna não é uma combinação perfeita, seu transplante é abortado e os pulmões são dados a outro candidato que tem uma chance melhor de sobrevivência. Scott e o pai de Malik se reconciliam, depois que Jordan fala com os três e Malik só quer que a luta pare. Topher descobre que Jessica Sanders está, na verdade, chefiando a equipe de transição de Hobart, a seguradora que comprou o hospital. Ela se oferece para ajudar com os papéis do seguro e tenta fazer com que Topher se interesse em outra oferta de emprego, sabendo que Hobart vai querer seu próprio Chefe de Cirurgia e que Topher será o primeiro demitido. TC percebe que Jessica sabia sobre a venda para Hobart e escondeu dele, então ele termina seu romance com ela com raiva. |              |                                   |                   |                               |                      |                     |
| 33 | 11           | "Trust Issues"                    | Oz Scott          | Dailyn Rodriguez              | 3 de agosto de 2016  | 5.00                |
| TC e Drew vão para a prisão após uma briga de bar. O encontro duplo de Jordan e Shannon termina em desastre quando o par de Jordan cai por uma porta de vidro e fica inconsciente. Enquanto Jordan cuida de seu par, sua esposa aparece e um segredo mais profundo é revelado. Topher convoca Shannon para ajudá-lo com um paciente cuja condição é considerada psicológica. Annie começa a trabalhar no hospital e mais tarde confronta Scott quando descobre que Jordan e Scott se beijaram recentemente. Kenny e Jocelyn terminam, e Kenny começa a ver Nina, a assistente social de Brianna. O hospital tenta entrar em contato com Drew depois que Brianna consegue outra chance de um transplante de pulmão. Com o tempo se esgotando para colocar Brianna na cirurgia, Paul precisa acalmar seus temores. O hospital finalmente entra em contato com Drew, e Kenny envia Jessica para socorrer Drew e TC. Syd retorna para assinar seus papéis de liberação do exército e conhecer Brianna. Topher e Shannon descobrem que a condição de seu paciente é devida a uma reação de percevejo e, portanto, é fisiológica. Jessica tenta reconquistar a confiança de TC, enquanto Drew chega tarde ao hospital. Brianna acorda com Drew, Syd e Rick, com seus novos pulmões funcionando muito bem. Topher conta à equipe do hospital o que realmente está acontecendo com a venda do hospital e o futuro do pronto-socorro. Syd tenta recrutar pessoas para acompanhá-la em uma missão na fronteira com a Turquia. TC decide que algum tempo longe pode lhe fazer bem, então ele aceita. |              |                                   |                   |                               |                      |                     |
| 34 | 12           | "Emergent"                        | Timothy Busfield  | Brian Anthony & Gabe Fonseca  | 24 de agosto de 2016 | 5.52                |
| Kenny revela a Topher que alguns analgésicos foram roubados, e todos, exceto Scott, apontam o dedo para Annie. Paul e Shannon discutem como tratar um paciente que chega com queimaduras internas. Jordan e Scott lidam com um homem que prendeu a mão em uma armadilha para ursos, e um pedaço da armadilha acaba em seu pulmão. O velho amigo de Topher no Exército, Mac, chega e pede a Topher para assinar um requisito de exame físico para que ele possa retornar ao serviço ativo, mas Topher insiste em fazer o exame. TC e Syd são pegos em um surto de tifo na fronteira Síria-Turquia quando mais pessoas invadem seu campo de refugiados. Nina informa a Drew que seus planos de adoção de Brianna são suspensos quando o pai biológico de Brianna, que nem sabia que ele tinha uma filha até alguns meses atrás, volta à cena. Kenny revela que a academia que ele possui está inundada e pede um empréstimo a Paul. Kenny então faz uma ligação para uma pessoa misteriosa que pode ser um agiota. Mac retorna mais tarde e pergunta se alguém o ajudaria no local do incêndio, e Jordan e Scott se oferecem como voluntários. Annie verifica o armário de TC e descobre que sua jaqueta de campanha sumiu; mais tarde é revelado que Jordan está vestindo a jaqueta de TC e encontra os analgésicos perdidos em um bolso. Syd pega tifo depois de dar seus comprimidos a uma mulher curda mais velha. Mac, Jordan e Scott ficam presos depois que o fogo muda rapidamente de direção. Topher descobre que o comprador que ele esperava que comprasse o hospital desistiu, mas Paul revelou que seu pai faz parte de uma organização que compra hospitais. Um pacote contendo a medicação necessária para tifo para TC e Syd é jogado de paraquedas, mas flutua para o lado turco da cerca da fronteira e os guardas turcos se recusam a deixar TC recuperá-lo. |              |                                   |                   |                               |                      |                     |
| 35 | 13           | "Burned"                          | Tara Nicole Weyr  | Tom Garrigus                  | 31 de agosto de 2016 | 5.43                |
| Scott e Jordan ficam presos em um incêndio que se intensifica rapidamente e são forçados a fazer uma cirurgia em uma fazenda. Mac, amigo de Topher, está com eles e volta para as chamas para salvá-los. TC é preso na fronteira Síria-Turquia quando tenta pegar o caixote com medicamentos que flutuou para o lado turco. Os sintomas de tifo de Syd pioram. Mais tarde, TC faz uma promessa a um guarda turco; em troca do suprimento, ele diz que Syd pode fazer uma cirurgia no filho coxo do homem. Kenny espera um empréstimo de Paul e diz a um agiota que ele deve receber seus $ 5.000 em breve. Jordan diz a Scott que Annie roubou os analgésicos perdidos. O pai de Paul chega e os dois discordam sobre o tratamento de um paciente. Drew e Rick fazem uma verificação de antecedentes do pai de Brianna, o que revela seus motivos ocultos. Os dois mais tarde fazem com que o pai desista do processo de custódia, permitindo que Drew e Rick levem Brianna para casa. Scott escolta Annie para a reabilitação por causa de seus protestos iniciais. O pai de Paul compra o hospital, mas despede Topher, dizendo que Topher está muito disposto a dar tratamento caro a pessoas que não podem pagar. Isso faz com que Paul e a maioria dos funcionários restantes (exceto Shannon) renunciem em protesto. Shannon diz que não pode arriscar desistir neste estágio de sua carreira, e Paul diz que entende. Os dois então confessam seu amor um pelo outro. O pai de Paul cortou o apoio financeiro do filho, fazendo com que Paul pedisse a Kenny que devolvesse o cheque de $ 5.000. Kenny o faz, então caminha em direção a seu agiota e dois outros homens grandes e intimidadores. Enquanto TC e Syd se preparam para seguir caminhos separados, os mísseis atingem seu acampamento, deixando os dois inconscientes.                                    |              |                                   |                   |                               |                      |                     |

## Produção

### Desenvolvimento
"Fomos [a San Antonio] para explorar para que pudéssemos expandir o visual do programa; obter mais [da] cidade nele... Tive a honra de uma visita de retorno ao Center For The Intrepid. Comida também incrível. ... Ótimos locais aqui."

— Gabe Sachs para My San Antonio
Gabe Sachs revelou no Twitter que o primeiro dia na sala dos escritores para a 3ª temporada de The Night Shift foi em 17 de novembro de 2015. Sachs disse que as filmagens para a terceira temporada começariam em fevereiro, e mais tarde Jill Flint anunciou que as filmagens começariam em 1º de fevereiro de 2016. Os conjuntos começaram a subir em 15 de dezembro de 2015. Os atores Robert Bailey Jr., Brendan Fehr e Jill Flint chegaram a Albuquerque para começar a filmar em 24 de janeiro de 2016. A primeira reunião de produção ocorreu em 27 de janeiro de 2016, e a prospecção de locais ocorreu no dia anterior. A produção da terceira temporada começou em 1 de fevereiro de 2016 em Albuquerque, NM.
Pela terceira temporada consecutiva, o show será filmado no Albuquerque Studios, e as filmagens estão previstas para ocorrer de fevereiro a junho de 2016. Os incentivos fiscais oferecidos foram citados como o principal motivo das filmagens no Novo México, e não em San Antonio .  O show vai empregar cerca de 130 membros da tripulação baseados no Novo México e aproximadamente 500 talentos do Novo México. A primeira cena da temporada filmada em 2 de fevereiro de 2016. O show foi filmado em um cassino durante parte de um episódio. O criador Gabe Sachs disse que esta temporada seria mais centrada em San Antonio do que nas anteriores. A Pearl Brewery, uma cervejaria local, seria o lugar onde os personagens se divertiam depois do trabalho, assim como "pequenos restaurantes de tacos". Além disso, o departamento de fantasias comprou camisetas de locais de San Antonio, como "Hogwild Records" e "Tapes on Main Avenue", porque Sachs pensou que "seria legal se os personagens as usassem" na tela.

### Casting

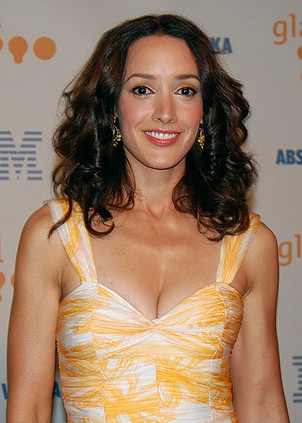
Jennifer Beals foi escalada como a Doutora Syd Jennings.

Em 15 de julho de 2015, foi revelado que Scott Wolf, que interpretava o Dr. Scott Clemmens, havia sido promovido ao elenco regular na terceira temporada. Em 21 de janeiro de 2016, o Deadline relatou que Jennifer Beals foi escalada como uma personagem recorrente chamada Doutora Syd Jennings. Ela seria apresentada na estreia da 3ª temporada como uma Major do Exército que "trabalhou com as Equipes de Apoio à Cultura (CST) em conjunto com Rangers e Forças Especiais". Em 2 de fevereiro de 2016, a atriz Tanaya Beatty foi escalada como uma nova membro do elenco regular da série chamada Dra. Shannon Rivera, uma recém-formada na faculdade de medicina que impressionou a Dra. Alexander o suficiente para recrutá-la como estagiária. Melissa Gilbert e Sarah Jane Morris voltaram para a terceira temporada.
Freddy Rodríguez, que interpretava o administrador do hospital Michael Ragosa, revelou no Twitter que não voltaria para a terceira temporada de The Night Shift, já que estaria estrelando um novo piloto da CBS, Bull. Jeananne Goossen, que interpretou Krista Bell-Heart, também não retornou para a terceira temporada; ela diz que se separou "amigavelmente" do show. Em 21 de março de 2016, foi revelado que AnnaLynne McCord de 90210 foi escalada como uma personagem recorrente chamada Jessica Sanders, "uma representante farmacêutica marcante e motivada que está sempre procurando uma maneira de fazer um acordo." Ela estava prevista para aparecer pela primeira vez no quinto episódio da temporada e em pelo menos 3 episódios adicionais. Lindsey Morgan participou como Kryztal, "uma noiva nervosa cujo ferimento em um acidente no dia do casamento revela um problema médico mais profundo e complicado".

## Recepção

### Audiência
| №     | Título                                         | Exibição original    | Rating/share (18–49) | Audiência (em milhões) | DVR (18–49) | Audiência em DVR (milhões) | Total (18–49) | Audiência total (em milhões) | Ref(s) |
| ----- | ---------------------------------------------- | -------------------- | -------------------- | ---------------------- | ----------- | -------------------------- | ------------- | ---------------------------- | ------ |
| 1     | "The Times They Are A-Changin"                 | 1 de junho de 2016   | 1.1/4                | 4.81                   | 0.3         | 1.54                       | 1.4           | 6.35                         | [ 42 ] |
| 2     | "The Thing with Feathers"                      | 8 de junho de 2016   | 0.9/3                | 4.18                   | 0.4         | 1.86                       | 1.3           | 6.04                         | [ 43 ] |
| 3     | "The Way Back"                                 | 15 de junho de 2016  | 1.0/4                | 4.47                   | 0.4         | 1.64                       | 1.4           | 6.11                         | [ 44 ] |
| 4     | "Three-Two-One"                                | 22 de junho de 2016  | 0.9/4                | 4.30                   | 0.4         | 1.72                       | 1.3           | 5.77                         | [ 45 ] |
| 5/6   | "Get Busy Livin Hot in the City"               | 29 de junho de 2016  | 0.8/3                | 4.46                   | 0.3         | 1.24                       | 1.1           | 5.70                         | [ 46 ] |
| 7     | "By Dawn's Early Light"                        | 6 de julho de 2016   | 1.1/4                | 5.74                   | 0.4         | 1.81                       | 1.5           | 7.56                         | [ 47 ] |
| 8     | "All In"                                       | 13 de julho de 2016  | 1.2/5                | 6.28                   | 0.4         | 1.82                       | 1.6           | 8.10                         | [ 48 ] |
| 9     | "Unexpected"                                   | 27 de julho de 2016  | 1.0/4                | 5.32                   | 0.3         | 1.23                       | 1.3           | 6.55                         | [ 49 ] |
| 10/11 | "Between a Rock and a Hard Place Trust Issues" | 3 de agosto de 2016  | 0.9/3                | 5.00                   | 0.3         | 1.38                       | 1.2           | 6.39                         | [ 50 ] |
| 12    | "Emergent"                                     | 24 de agosto de 2016 | 1.1/4                | 5.52                   | 0.4         | 1.99                       | 1.5           | 7.50                         | [ 51 ] |
| 13    | "Burned"                                       | 31 de agosto de 2016 | 1.0/4                | 5.43                   | 0.4         | 1.53                       | 1.4           | 6.96                         | [ 52 ] |

Notas
1. ↑  Há inconsistência quanto a audiência desse episódio; Na audiência da noite consta como 4.30 milhões, na audiência da semana consta como 4.05 milhões. O total de espectadores da Audiência ao vivo+7 dias utiliza 4.05 milhões de telespectadores
2. 1 2 3 4  A audiência ao vivo+7 dias não estava disponível, portanto, a audiência ao vivo+3 dias foi usada.